# Caladenia concolor
Caladenia concolor là một loài thực vật có hoa trong họ Lan. Loài này được Fitzg. mô tả khoa học đầu tiên năm 1882.